# ジャック＝アルセーヌ・ダルソンバール
ジャック＝アルセーヌ・ダルソンバール（Jacques-Arsène d'Arsonval、1851年6月8日 - 1940年12月31日）は、フランスの医師、物理学者。可動コイルダルソンバール検流計や熱電対電流計の発明者である。19世紀に新たに登場した電気生理学の分野である、生物における電気の効果の研究に多大な貢献をした。

## 生涯
フランス、オート＝ヴィエンヌ県、La PorcherieのChâteau de la Borie出身。リモージュとパリで医学を学び、1877年に医学の学位を取得した。1873年から1878年まで実験生理学の創設者の1人であるクロード・ベルナールの助手を務めた。ベルナールの死後には、シャルル＝エドゥアール・ブラウン・セカールの助手を務めた。彼が1894年に死去した後は彼に代わりコレージュ・ド・フランスの教授に就任した。
ベルナールの影響を受け、研究に生涯を捧げることにした。1892年、コレージュ・ド・フランスの生物物理学の新たな研究所の所長に就任し、1910年までその職にあった。主に貢献した分野は電気生理学である。1889年から体における交流電流の生理学的影響に関する最初の研究を行い、5,000Hzを超える周波数の電流は電気ショックによる筋肉の収縮や神経刺激の効果を起こさないことを発見した。ダルソンバールにとって、このことは有益な効果があるように見えた。ダルソンバールは体への高周波電流の治療的適用の先駆者となり、電気療法の分野を創設した。治療用に「ダルソンバール電流」と呼ばれる0.5-2 MHzの電流を生成するスパークにより励起される共振回路を開発し、これは"D'Arsonvalization"として知られる。後にジアテルミーに使用された。
1881年、海洋の熱エネルギーを利用することを提案した。指導学生であるジョルジュ・クロードは、1930年にキューバに最初のOTECのプラントを建造した。
1882年にPrix Montyonを受賞し、1884年にはレジオンドヌール勲章シュヴァリエが与えられ、1931年にはグランクロワが授与された。